# Stenowithius angulatus
Espèce
Synonymes
- Chelifer angulatus Ellingsen, 1906

Stenowithius angulatus est une espèce de pseudoscorpions de la famille des Withiidae.

## Distribution
Cette espèce est endémique de Principe à Sao Tomé-et-Principe.

## Description
Le mâle mesure 3 mm et la femelle 4 mm.

## Publication originale
- Ellingsen, 1906 : Report on the pseudoscorpions of the Guinea Coast (Africa) collected by Leonardo Fea. Annali del Museo Civico di Storia Naturale di Genova, sér. 3, vol. 2, p. 243-265 (texte intégral).